# 拉科马亚布达农村居民点
拉科马亚布达农村居民点（俄语：Лакомобудское сельское поселение）是俄罗斯联邦布良斯克州克利莫沃区所属的一个农村居民点。其下辖有5个居民点，行政中心为拉科马亚布达。据2015年统计，该农村居民点的人口为379人。